# Наумов, Николай Семёнович
Николай Семёнович Нау́мов (1903—1968) — советский инженер-химик, лауреат государственных премий.

## Биография
Из крестьян. Родился в ноябре 1903 года в селе Поляковские Майданы Саевского уезда Рязанской области.
Окончил химический факультет 2-го МГУ, специальность — инженер-химик.
В послевоенный период — участник советской ядерной программы, заместитель главного инженера комбината № 817.
С 1952 года главный инженер Комбината № 815 (ГХК). Руководил работой по созданию ректоров АД и АДЭ-1 и радиохимического производства ГХК.
В 1963 году переведён на работу в ИАЭ имени И. В. Курчатова.
Умер в 1968 году.

## Награды и премии
- Сталинская премия первой степени (1951) — за научно-техническое руководство проектными и конструкторскими работами заводов № 2 и 4 и успешное освоение комбината № 817
- Ленинская премия (1965)
- три ордена Ленина
- орден Трудового Красного Знамени
- медали